# Peter Bowers
Peter M. Bowers (ur. 15 maja 1918, zm. 27 kwietnia 2003) – amerykański dziennikarz i autor piszący głównie na tematy lotnicze.

## Życiorys
Bowers mieszkał w Seattle przez większość życia. Przez pięć lat służył w United States Army Air Forces, po zakończeniu służby wojskowej pracował w Boeingu jako inżynier.
Był autorem 26 książek i ponad tysiąca artykułów o tematyce lotniczej.